# 小泉夢菜
小泉 夢菜（こいずみ ゆめな、1999年3月23日 - ）は、埼玉県出身の女子競輪選手。日本競輪選手会埼玉支部所属、ホームバンクは大宮競輪場。日本競輪選手養成所第122期生。師匠は國廣哲治（84期）。

## 経歴
自転車競技をやっていた父親の影響で小学校6年のときに自転車競技を始めた。埼玉県立浦和工業高等学校時代には2016年高校選抜500mタイムトライアルとケイリンで2冠を達成、同年インターハイではケイリンで優勝を果たした。高校卒業後は早稲田大学へ進学し、2018年インカレでは500mタイムトライアルで優勝。
2021年1月14日、日本競輪選手養成所第122回技能試験に合格。在所競走成績は2位（18勝）。
2022年4月30日、松戸競輪場でデビューし4着。同年は5月2日の松戸競輪場決勝で初勝利および初優勝を、本格デビュー戦である7月15日の大宮FIIにおいて本格デビュー後初優勝を、それぞれ遂げた。
2023年4月9日、高知競輪場で行われたガールズ フレッシュクイーンで優勝、同年のガールズケイリンフェスティバル（函館競輪場）出場権を獲得。

## 主な獲得タイトルと記録
- 2023年 - ガールズ フレッシュクイーン（高知競輪場）